# Phyllonorycter arbutusella
Phyllonorycter arbutusella là một loài bướm đêm thuộc họ Gracillariidae. Nó được tìm thấy ở Hoa Kỳ (California).
Sải cánh dài khoảng 8 mm.
Ấu trùng ăn Arbutus menziesii. Chúng ăn lá nơi chúng làm tổ.